# Nick Van Exel
Nickey Maxwell Van Exel, detto Nick (Kenosha, 27 novembre 1971), è un ex cestista e allenatore di pallacanestro statunitense, professionista nella NBA.

## Biografia
Ha un figlio che anch'egli si chiama Nickey, nato tra il 1991 e il 1992, che il 2 febbraio 2013 ha ricevuto una condanna a 60 anni di carcere per avere sparato e ucciso un amico.

## Caratteristiche tecniche
Soprannominato "Nick The Quick" per la sua velocità, era in grado di fare ottimi passaggi dietro la schiena. Era molto bravo a tirare da 3 punti e la sua tecnica di tiro prevedeva un rilascio molto rapido del pallone. Era anche in grado di andare a canestro e scaricare palloni per i compagni. Nel corso della sua carriera è stato limitato dal proprio carattere difficile.

## Carriera

### Il college e i Lakers
Van Exel frequenta il college alla University of Cincinnati, giocando brillanti stagioni e portando la squadra fino alle Final Four. La sua fama al di fuori del campo non è impeccabile, e con alcune defezioni ai provini personali prima del draft del 1993, le sue quotazioni scendono molto. Viene così selezionato al secondo giro del draft con la 37ª chiamata assoluta da parte dei Los Angeles Lakers. Arriva ai Lakers in uno dei periodi peggiori della storia della franchigia, ovvero dopo il ritiro di due stelle del calibro di Magic Johnson e James Worthy. Nel suo primo anno, la franchigia è giovane ed inesperta, e si muove intorno a Vlade Divac; per la prima volta dopo anni non arrivano i play-off nonostante Van Exel dia un contributo importante.
L'anno dopo, con l'arrivo di Cedric Ceballos, i Lakers migliorano notevolmente, tornando anche ai play-off; in una serie che causa una grande sorpresa, i Lakers eliminano una delle favorite della Western Conference, i Seattle SuperSonics; al secondo turno si devono però arrendere ai San Antonio Spurs di David Robinson. Nella stagione 1995-96 arriva la grande sorpresa del ritorno in campo di Magic Johnson. I Lakers tornano ad essere una delle squadre più seguite degli Stati Uniti, ma questo non piace molto a Van Exel. Infatti il suo ruolo è per molti lati coincidente a quello di Johnson e il suo minutaggio cala di parecchio, e tra l'altro i rapporti con Johnson non sono stati per niente dei migliori. A tutto ciò si aggiunge il fatto che rispetto all'anno prima i Lakers in post season peggiorano il loro bilancio, perdendo al primo turno contro gli Houston Rockets. I malumori in spogliatoi sono notevoli e Van Exel crea una fronda in spogliatoio che spinge Magic al secondo ritiro.

### L'arrivo di O'Neal e la cessione
Nell'estate 1996 il general manager dei Lakers, Jerry West, riesce a fare due colpi importanti, portare Shaquille O'Neal a Los Angeles dagli Orlando Magic e prendere al draft, in cambio di Divac, uno dei migliori liceali degli Stati Uniti: Kobe Bryant. Van Exel continua a giocare bene, ma si rende conto che il suo peso all'interno della squadra sta calando. I risultati di squadra vedono i Lakers eliminati dagli Utah Jazz sia nella stagione 1996-97 sia nella stagione 1997-98, la prima volta al secondo turno dei play-off, la seconda nelle finali di Conference. Nella prima delle 2 stagioni, durante i playoffs, Bryant ha sbagliato 3 tiri decisivi contro gli Utah Jazz che sono costati ai gialloviola l'eliminazione e Van Exel ha criticato il coach dei Lakers Del Harris per questa scelta. Nell'ultima stagione (1997-1998) ha disputato l'unico All-Star Game della sua carriera.
Nella post-season del 1998, nel prepartita della gara che avrebbe visto gli Utah Jazz eliminare i Lakers, il playmaker losangelino si lasciò andare al grido "Cancun!" negli spogliatoi. Il gesto, volto a ricordare ai compagni che presto sarebbero stati liberi di andare in vacanza (Cancun è una nota meta vacanziera, situata in Messico), non piacque molto a Shaquille O'Neal e Kobe Bryant, che chiesero ed ottennero la cessione di Van Exel.

### Le stagioni a Denver
Van Exel gioca a Denver delle ottime stagioni dal punto di vista individuale, ma i risultati di squadra vedono i Nuggets assenti da tutte le gare di play-off. A metà della stagione 2001-02, viene però scambiato ad una squadra di vertice, i Dallas Mavericks insieme a Raef LaFrentz e Avery Johnson, in cambio di Juwan Howard e Tim Hardaway. A Dallas gioca come sesto uomo, alle spalle di Steve Nash o più raramente al suo fianco. Nei play-off del 2002-03 Van Exel gioca alcune prestazioni veramente eccezionali, soprattutto nel secondo turno, contro i Sacramento Kings, quando, uscendo dalla panchina segna diverse volte più di 30 punti, è uno degli artefici dell'approdo dei Mavericks alla finale di Conference. Dallas si deve però arrendere agli Spurs anche a causa dell'infortunio occorso a Dirk Nowitzki. Nell'estate 2003 viene però nuovamente ceduto.

### Le varie peregrinazioni e l'approdo agli Spurs
In uno scambio che vede coinvolti anche Popeye Jones, Avery Johnson, e dall'altra parte Antawn Jamison e Danny Fortson, Van Exel va di nuovo in una squadra di bassa classifica, i Golden State Warriors. Nei Warriors gioca forse la sua peggiore stagione in carriera, essendo spesso infortunato o addirittura con poca voglia di giocare. Disputa così soltanto 39 partite su 82. Nell'estate 2004 viene di nuovo ceduto, questa volta ai Portland Trail Blazers, in cambio di Dan Dickau e Dale Davis. Anche a Portland gioca poco e male, tanto che nell'estate 2005 i Blazers lo rilasciano, dandogli la possibilità di firmare con chi vuole. Van Exel, come il suo ex compagno di squadra a Dallas, Michael Finley, decide di guadagnare di meno ma di cercare di vincere un titolo. Si accasa così agli Spurs, squadra campione NBA, andando a fare il cambio di Tony Parker. Nei play-off però gli Spurs vengono sconfitti nelle semifinali di Conference dai Dallas Mavericks, lasciando così Van Exel ancora privo di un titolo. Dopo questa ultima esperienza, caratterizzata dalle più basse medie statistiche in carriera, il giocatore annuncia il ritiro.

## Statistiche

### College
| Anno      | Squadra             | PG | PT | MP   | TC%  | 3P%  | TL%  | RP  | AP  | PRP | SP  | PP   |
| --------- | ------------------- | -- | -- | ---- | ---- | ---- | ---- | --- | --- | --- | --- | ---- |
| 1991-1992 | Cincinnati Bearcats | 34 | -  | 24,5 | 44,6 | 38,0 | 67,3 | 2,6 | 2,9 | 1,3 | 0,2 | 12,3 |
| 1992-1993 | Cincinnati Bearcats | 31 | 29 | 33,8 | 38,6 | 34,3 | 72,5 | 2,4 | 4,5 | 1,8 | 0,1 | 18,3 |
| Carriera  | Carriera            | 65 | 29 | 29,0 | 40,9 | 35,8 | 70,1 | 2,5 | 3,6 | 1,5 | 0,1 | 15,2 |

### NBA

#### Regular Season
| Anno      | Squadra             | PG  | PT  | MP   | TC%  | 3P%  | TL%  | RP  | AP  | PRP | SP  | PP   |
| --------- | ------------------- | --- | --- | ---- | ---- | ---- | ---- | --- | --- | --- | --- | ---- |
| 1993-1994 | L.A. Lakers         | 81  | 80  | 33,3 | 39,4 | 33,8 | 78,1 | 2,9 | 5,8 | 1,0 | 0,1 | 13,6 |
| 1994-1995 | L.A. Lakers         | 80  | 80  | 36,8 | 42,0 | 35,8 | 78,3 | 2,8 | 8,3 | 1,2 | 0,1 | 16,9 |
| 1995-1996 | L.A. Lakers         | 74  | 74  | 34,0 | 41,7 | 35,7 | 79,9 | 2,4 | 6,9 | 0,9 | 0,1 | 14,9 |
| 1996-1997 | L.A. Lakers         | 79  | 79  | 37,2 | 40,2 | 37,8 | 82,5 | 2,9 | 8,5 | 0,9 | 0,1 | 15,3 |
| 1997-1998 | L.A. Lakers         | 64  | 46  | 32,1 | 41,9 | 38,9 | 79,1 | 3,0 | 6,9 | 1,0 | 0,1 | 13,8 |
| 1998-1999 | Denver Nuggets      | 50  | 50  | 36,0 | 39,8 | 30,8 | 81,1 | 2,3 | 7,4 | 0,8 | 0,1 | 16,5 |
| 1999-2000 | Denver Nuggets      | 79  | 79  | 37,3 | 39,0 | 33,2 | 81,7 | 3,9 | 9,0 | 0,9 | 0,1 | 16,1 |
| 2000-2001 | Denver Nuggets      | 71  | 70  | 37,9 | 41,4 | 37,7 | 81,9 | 3,4 | 8,5 | 0,9 | 0,3 | 17,7 |
| 2001-2002 | Denver Nuggets      | 45  | 44  | 38,6 | 40,8 | 33,7 | 78,2 | 3,8 | 8,1 | 0,7 | 0,2 | 21,4 |
| 2001-2002 | Dallas Mavericks    | 27  | 2   | 28,0 | 41,1 | 34,7 | 84,4 | 3,1 | 4,2 | 0,5 | 0,1 | 13,2 |
| 2002-2003 | Dallas Mavericks    | 73  | 1   | 27,8 | 41,2 | 37,8 | 76,4 | 2,8 | 4,3 | 0,6 | 0,1 | 12,5 |
| 2003-2004 | G.S. Warriors       | 39  | 29  | 32,2 | 39,0 | 30,7 | 70,7 | 2,7 | 5,3 | 0,5 | 0,1 | 12,6 |
| 2004-2005 | Portland T. Blazers | 53  | 34  | 30,5 | 38,1 | 38,9 | 78,4 | 3,0 | 4,3 | 0,8 | 0,0 | 11,1 |
| 2005-2006 | San Antonio Spurs   | 65  | 2   | 15,2 | 39,7 | 35,7 | 68,3 | 1,4 | 1,9 | 0,2 | 0,0 | 5,5  |
| Carriera  | Carriera            | 880 | 670 | 32,9 | 40,5 | 35,7 | 79,4 | 2,9 | 6,6 | 0,8 | 0,1 | 14,4 |

#### Playoffs
| Anno     | Squadra           | PG | PT | MP   | TC%  | 3P%  | TL%  | RP  | AP  | PRP | SP  | PP   |
| -------- | ----------------- | -- | -- | ---- | ---- | ---- | ---- | --- | --- | --- | --- | ---- |
| 1995     | L.A. Lakers       | 10 | 10 | 46,4 | 41,4 | 31,8 | 76,3 | 3,8 | 7,3 | 2,1 | 0,3 | 20,0 |
| 1996     | L.A. Lakers       | 4  | 4  | 34,3 | 29,6 | 31,3 | 76,9 | 4,0 | 6,8 | 0,5 | 0,0 | 11,8 |
| 1997     | L.A. Lakers       | 9  | 9  | 39,2 | 37,8 | 27,3 | 82,4 | 3,4 | 6,4 | 1,1 | 0,0 | 14,4 |
| 1998     | L.A. Lakers       | 13 | 0  | 28,2 | 33,1 | 31,4 | 72,5 | 2,5 | 4,2 | 0,6 | 0,1 | 11,6 |
| 2002     | Dallas Mavericks  | 8  | 1  | 33,0 | 36,6 | 20,6 | 66,7 | 3,0 | 3,9 | 1,0 | 0,0 | 11,1 |
| 2003     | Dallas Mavericks  | 20 | 3  | 33,6 | 46,0 | 39,3 | 70,3 | 3,4 | 4,1 | 0,6 | 0,0 | 19,5 |
| 2006     | San Antonio Spurs | 12 | 0  | 11,1 | 21,9 | 30,0 | 100  | 1,0 | 1,4 | 0,3 | 0,2 | 2,2  |
| Carriera | Carriera          | 76 | 27 | 31,4 | 39,4 | 32,4 | 75,3 | 2,9 | 4,5 | 0,8 | 0,1 | 13,6 |

## Palmarès
- NCAA AP All-America Third Team (1993)
- NBA All-Rookie Second Team (1994)
- NBA All-Star (1998)
- Quarantaseiesimo per numero di assist di sempre NBA